# Hellboy: The Crooked Man
Hellboy: The Crooked Man ist ein US-amerikanischer Horrorfilm aus dem Jahr 2024, der auf der gleichnamigen Comic-Miniserie von Mike Mignola basiert. Es handelt sich um den vierten Realfilm der Hellboy-Reihe und den zweiten Reboot nach dem Film von 2019. Regie führte Brian Taylor, der auch gemeinsam mit Mignola und Christopher Golden das Drehbuch verfasste.

## Handlung
Im Jahr 1959 wird der junge Hellboy zusammen mit der frisch rekrutierten B.P.R.D.-Agentin (Bureau for Paranormal Research and Defense) Bobbie Jo Song in die abgelegenen Appalachen von Virginia entsandt. Ihre Mission: Eine geheimnisvolle übernatürliche Kreatur, eine riesige mutierte Spinne, soll per Zug transportiert werden. Doch während der Fahrt entkommt die Kreatur, was die Agenten zwingt, das umliegende ländliche Gebiet zu erkunden.
Bei der Untersuchung der Vorfälle stoßen Hellboy und Bobbie Jo auf eine tief verwurzelte, dunkle Magie, die das Tal heimsucht. Sie begegnen dem mysteriösen Tom Ferrell, einem zurückgekehrten Einheimischen mit eigener übernatürlicher Vergangenheit. Tom war einst ein Hexer, hat sich jedoch vor Jahren von der Hexerei abgewandt. Nun versucht er, sich seiner Schuld zu stellen und gegen das Böse vorzugehen, das in seiner Heimat wurzelt.
Zusammen entdecken sie, dass die Region unter dem Einfluss des Crooked Man steht, einer dämonischen Gestalt mit deformierter Erscheinung, die einst als Mensch lebte und seine Seele dem Teufel verkauft hat. Der Crooked Man ist eine mythologische Figur der lokalen Folklore und agiert als Seelensammler in Satans Auftrag. Er führt eine Art dämonischen Pakt an, der über Generationen das Tal und seine Bewohner in Angst hält. Viele der Dorfbewohner sind in dunkle Kulte und Hexerei verwickelt, einige willentlich, andere aus Furcht oder Verzweiflung.
Während Hellboy, Bobbie Jo und Tom tiefer in die finsteren Wälder und verfallenen Siedlungen vordringen, werden sie mit immer schaurigeren Gestalten konfrontiert, darunter eine Hexe, die Tom einst verführt hatte, sowie ein korrumpierter Priester, der seinen Glauben verlor und dem Crooked Man diente. Sie erfahren, dass der Crooked Man einst als Jeremiah Witkins lebte, ein reicher, grausamer Pfandleiher, der von einem mächtigen Dämon in seine heutige Form verwandelt wurde.
Die Gruppe plant, den Crooked Man durch einen uralten Exorzismusritus zu bannen. In einem finalen Showdown wird Tom gezwungen, sich seiner Vergangenheit zu stellen und seine magischen Kräfte erneut einzusetzen, um dem Bösen entgegenzutreten. Mit vereinten Kräften gelingt es ihnen schließlich, den Crooked Man in einem magischen Ritual zu bezwingen und seine Herrschaft über das Tal zu beenden.
Nach dem Kampf trennt sich die Gruppe. Tom bleibt im Tal zurück, um beim Wiederaufbau zu helfen und seine Schuld zu sühnen. Hellboy und Bobbie Jo kehren zur B.P.R.D. zurück, wobei Bobbie Jo durch ihre Erfahrungen gereift ist und nun entschlossener denn je ihren Platz in der übernatürlichen Welt einnimmt.

## Produktion und Veröffentlichung
Die Dreharbeiten begannen im März 2023 in Bulgarien und wurden im Mai desselben Jahres abgeschlossen. Regisseur Brian Taylor betonte, dass der Film vollständig ohne den Einsatz von KI-Technologien produziert wurde; sowohl Hellboy als auch der Crooked Man wurden mit praktischen Effekten realisiert. Taylor strebte eine Rückkehr zu den Wurzeln der Comics an und wollte eine düstere, folkloristische Atmosphäre schaffen, die sich von früheren Verfilmungen unterscheidet.
Der Film feierte seine Premiere am 20. Juni 2024 in Belgien und wurde am 27. September 2024 im Vereinigten Königreich veröffentlicht. In den USA erfolgte die Veröffentlichung am 8. Oktober 2024 direkt als Video-on-Demand durch Ketchup Entertainment.